# 土佐和紙
土佐和紙（とさわし）は、高知県（旧 土佐国）で作られる和紙。福井県の越前和紙、岐阜県の美濃和紙と並び、三大和紙に数えられる。江戸時代から土佐漆喰、生糸と並び「土佐三白」と称され、全国に出荷された。

## 定義
狭義には、伝統的工芸品産業の振興に関する法律の指定を受けた「流し漉き」もしくは「溜め漉き」で作られた手漉き和紙を指すが、一般には機械漉きで作られたものを含めて土佐和紙と呼ばれる。高知県内で生産されるティッシュペーパーなどの家庭紙や不織布などは土佐紙（とさがみ）と呼ばれ、和紙から派生した製品と位置づけられる。

## 歴史
日本に紙づくりが伝わったのは7世紀初頭といわれ、阿波忌部による阿波和紙が四国における製紙の起源と伝えられる。土佐和紙はこれに次ぐ歴史を持つが、越前和紙や美濃和紙に比べると歴史は新しい。石見国（現在の島根県）から周防国（現 山口県）、伊予国（現 愛媛県）を経て伝来した説、平家の落人が伝播させた説などがあり、土佐で成立した手漉きの製法が四国山地を越えて瀬戸内海側に伝わった説も考えられている。
927年に完成した延喜式に土佐の紙の最古の記録が残るが、当時土佐から上納された紙はまだ稚拙であり、上流階級が普段使いする程度のものであった。土佐の紙づくりが広く知られるようになったのは中世末から近世にかけてであり、国分（南国市）の久礼田紙や成山の土佐七色紙などが発展した。

### 新之丞の伝説
波川城主波川玄蕃清宗は、1580年に長宗我部元親により滅ぼされたが、清宗の夫人は元親の妹であったことから難を逃れ、成山村に移り住み、養甫と名乗り尼として暮らした。安芸城主安芸国虎の次男、安芸三郎左衛門家友は、1569年（永禄12年）に元親に安芸城を攻め滅ぼされた際に阿波国に逃れた。成長して土佐に戻り、叔母にあたる養甫の屋敷に身を寄せる。
1596年頃のある日、養甫と家友は病に倒れた旅人を介抱した。その旅人は伊予国日向谷村の新之丞といった。養甫らが囲炉裏にコウゾをくべているのを見た新之丞は、修善寺紙の手法を教えた。新之丞は成山に数年間滞在し、養甫と家友に紙づくりの技法を伝授した。こうして、ヤマモモやスオウ、クチナシ、アイなどで淡い色合いに染めた黄紙・浅黄紙・桃色紙・柿色紙・紫色紙・萌黄紙・朱善寺紙の土佐七色紙（成山七色紙）が出来上がった。七色紙の完成を見て、安心した新之丞は日向谷への帰途へつく。仏ヶ峠まで見送りに来た家友は、技法が他国に洩れるのをおそれ、新之丞を斬殺してしまう。成山の里には新之丞を弔う碑が建てられ、紙づくりに携わる者などにより手厚く供養されている。
この言い伝えは土佐七色紙の伝説として定着しているが、今なお謎が多く、信憑性については疑問も持たれている。この事件を記した古文書は明治以降のもののみであること。その古文書においても初期のものでは新之丞ではなく彦兵衛と記されており、新之丞の名前が登場する文献は大正以降である点が疑問として残る。郷土史家の岡田明治の調査では、家友の長子、安芸市右衛門克信の父の久万彦兵衛と、ヲカヤシキ（原文ママ）に暮らしていた彦兵衛の2名が実在していたことが分かっており、岡田は前者の彦兵衛が新之丞と同一人物である可能性を考えている。新之丞の出身地が日向谷村と伝えられている点については、1815年（文化12年）頃に成山村で、赤痢と推測される熱病が流行した際の亡霊伝説が関わると考えられている。成山村のとある家に病人が出て、平癒を祈願してもらう際「自分は伊予の日向谷村の新之丞である。坂峠で斬殺されたが、このまま放置してはこの集落に凶事が起こるであろう」と告げたという。御用紙漉きの職人らによって石仏が建てられ、坂峠は仏ヶ峠に改められた。この伝説は、尾崎精宏が編纂した『土佐紙の起原と其沿革の大要』に紹介されている。
新之丞の名は、筑後国（現 福岡県）の筑後手漉き和紙の歴史にも登場しており、福日新聞の連載では、越前の五箇村の僧日源が矢部川の清流を見て紙づくりを思いつき、郷里から弟の紙漉き職人新左衛門・新右衛門・新之丞を筑後に招いたのは、新之丞が土佐で斬殺されたとされる慶長の前の1595年（文禄4年）で矛盾がないこと、新之丞はその後、姓を矢壁、名を与三右衛門と改め肥後国（現 熊本県）の御用紙漉きとなり、八代の宗覚寺に与三右衛門のものと思しき墓所があること、愛知県知立市に新之丞の八代目の末裔がいることを調べ上げ、豊後水道を挟んだ土佐・伊予と筑後・肥後の文化交流史の記事に発展させた。

### 風船爆弾
第二次世界大戦中には和紙が風船爆弾として軍事利用された。高知市旭町には日本紙業と三浦製紙の両社の典具帖紙部を統合した輸出和紙株式会社の工場があり、戦前は輸出用のタイプライター用紙を生産していた。軍部は、同社に風船爆弾の制作を命じる。コンニャクノリで張り合わせた紙を炭酸ナトリウムでアルカリ処理して強度を持たせ、グリセリン処理で柔軟化させたのちに乾燥させると、透明度の高いなめし皮に似た紙が得られた。1944年11月から1945年4月にかけて茨城県大津・福島県勿来・千葉県一宮の発射地から総数9,300個の風船爆弾が飛ばされ、その一部が太平洋を横断してアメリカ本土に到達。オレゴン州で登山中の民間人が爆発に巻き込まれ死亡する結果となった。終戦とともに関係書類の多くが焼失し、記録はほとんど残っていないが、コウゾの産地として風船爆弾に関与した県は高知県・愛媛県・埼玉県・鳥取県・福岡県・石川県。愛媛県製紙試験場長であった前松陸郎によると、高知県4割・愛媛県3割・その他の県3割で、四国が多くを占めていたようである。戦後は旭町の工場は解体された。財閥系製紙会社の解体のため日本に来ていたGHQ紙業課のハロルド・R・マードックは和紙に関心を持ち、タイプライター用紙を大量に発注。土佐和紙の再興の契機にもなった。平成に入り、環境意識の高まりの中、非生分解性のゴム風船に代わり風船飛ばしへの利用が試みられた。強力で気密性のある原紙を使い風船爆弾の製法で組み立て、ヘリウムを封入して飛ばしたところ、高知から約200 km離れた和歌山県貴志川町のミカン畑に到達する成果が得られた。かつての軍事技術が、平和な世で新たな活路を得たのである。

## 土佐和紙の現況
原料となるコウゾ、ミツマタ、ガンピは高知県内の中山間地域を中心に栽培されてきた。2018年の資料によると、県環境農業推進課の調べでは、県内のコウゾの生産量は6,518 kgで、そのうち123 kgが県外に販売された。他に契約栽培などで、県が把握できていない生産量が10,442 kgある。コウゾは栽培が比較的容易で、冬場の換金作物として広く生産されたが、刈り取りや結束、切断、作業場への搬出などの工程は重労働で、生産農家の減少や高齢化、イノシシやシカによる被害などで生産量は減少している。県工業振興課の調べでは、土佐和紙原料のコウゾのうち県内産は22%、タイをはじめとする外国産が78%であった。タイ産は内皮の樹脂分が多く、国産に比べて長期保存性に劣ることから、土佐コウゾにこだわる和紙業者も少なくないが、高知県内の流通価格より高値で土佐コウゾを買い取る県外業者もあり、需要がまかない切れていないのが現状である。ミツマタの使用量は高知県産44%（85 kg）・国外産56%（110 kg）、ガンピは高知県産14%（200 kg）・県外産2%（30 kg）・国外産84%（1,205 kg）を占めた。紙漉きの工程で層内の繊維を分散させる「ねり」には、トロロアオイが65%（452 kg）で、残る35%（246 kg）は化学糊が使用された。紙漉きに用いる「簀桁」は、紙の用途により大きさや形状が異なる。簀桁のすべてを制作できる者は、高知県内に高齢の職人が一人いるのみで、「全国手漉和紙用具製作技術保存会」が文化庁の補助を受け後継者の育成研修を行っている。
手漉き和紙の生産量は、最盛期である1953年の2,305トンから、2005年にはわずか13トンまで減少しており、後継者の育成が課題になっている。2018年の資料によると、高知県手すき和紙協同組合に加盟する組合員はいの町7戸、土佐市8戸、仁淀川町、黒潮町、檮原町にそれぞれ1戸。仁淀川に近い県中部～中西部に多い。黒潮町の生産者は東京から移り住んだ女性で、いの町で修業したのち黒潮町でコウゾの栽培を開始。2009年に、一度は途絶えたこの地での紙づくりを50年ぶりに復活させた。販路は生産者からの直接販売と、高知県手すき和紙協同組合を通した共同販売に大別できる。消費地の問屋は組合を通じて買い付けを行い、小売業者を通じて消費者へと届く。芸術家や作家は、紙質へのこだわりなどから和紙の生産者から直接買い付けることがある。
1976年12月25日には、土佐和紙が経済産業大臣指定伝統的工芸品に指定された。高知県では、土佐打刃物が1998年5月6日に同制度の指定を受けている。四国地域の伝統和紙では、阿波和紙が土佐和紙と同日、大洲和紙が1977年10月21日に指定を受けた。 

## さまざまな土佐和紙
1980年に「土佐典具帖紙」「土佐清帳紙」「須崎半紙」「狩山障子紙」「土佐薄様雁皮紙」の5種類の和紙が県の無形文化財に指定されているが、このうち生産が継続されているのは土佐典具帖紙と土佐清帳紙の2種類のみで、生産者はそれぞれ1事業者である。

### 土佐典具帖紙
土佐典具帖紙（とさてんぐじょうし）は、元は享禄年間より美濃国（現在の岐阜県）郡上で作られていた楮の薄紙であるが、1880年（明治13年）に伊野町の製紙改良技術家吉井源太により高知に導入された。古くは天久常、天宮上、天狗状、天具帖、あるいは発祥の地の郡上に因んで天郡上とも表記された。仁淀川の豊富な水と流域の赤楮を原料とし、タイプライター用紙や画家の透写用紙、文化財の修復などに使用され、最盛期には旧伊野町や日高村の200戸で生産された。「カゲロウの羽」とも形容される薄さが特徴である。紙の向こう側が透けて見える。坪量は12.9 g/m2、厚さは最も薄い部分で0.03 mm。技術的には5 g/m2程度の薄さにすることは可能であるが、セルロース繊維の太さの制約もあり、手漉きではこれが限界と考えられる。高岡郡日高村のひだか和紙有限会社は、機械漉きで2 g/m2、0.02 mmの書物・文化財修復用典具帖紙を製造している。
1972年には土佐典具帖紙保存会が発足。1973年3月27日には、記録作成等の措置を講ずべき無形文化財に選定された。1976年、教育者でちぎり絵作家の亀井健三は、ちぎり絵において明暗のトーンを表現するのに土佐典具帖紙が適していることを見出し、芸術分野で土佐典具帖紙に新たな用途が生まれた。
外光を取り込む特性から、現代では文化財の補修紙にも用いられ、大名家が利用した駕籠の窓部分にある紗の裏打ち補強などに使用されている。
土佐典具帖紙の技術伝承者である濵田幸雄は2001年に人間国宝に認定された。
なお、高知県保護無形文化財に指定されている土佐典具帖紙は、伝統的な製法と製紙用具による手漉き和紙が該当する。

### 土佐清帳紙
土佐清帳紙（とさせいちょうし）は赤楮を原料とし、茅簀で漉いた紙。簀目が残ることで、毛筆の書きやすさをもたらす。経年に強く、大福帳や寺院の過去帳などに用いられたが、版画用紙としても使われる。仁淀川町で作られている。

### 須崎半紙
須崎半紙（すさきはんし）は高岡郡津野町の新荘川流域の農民らにより作られ、須崎市の紙商人三浦家に集められ大阪や東京に出荷された。明治10年代から大正初期までが最盛期であった。赤楮を原料とし、保存性の高さが特徴であった。

### 狩山障子紙
狩山障子紙（かりやましょうじし）は、池川町（現 仁淀川町）狩山集落などで作られていた和紙で、製法は須崎半紙と同様であった。1785年（天明5年）に京屋常助なる者が藩指定の商人となり、紙を安く買い叩いたことから職人らが伊予へ逃走を図る、「池川紙一揆」でも知られるようになった。

### 土佐薄様雁皮紙
土佐薄様雁皮紙（とさうすようがんぴし）は、県無形文化財指定の5種のうち唯一、コウゾではなくガンピを原料としている点が特徴である。漉き簀は竹簀ではなく、紗織りのものが使われた。生産地はいの町加田地区などで、謄写版の需要が旺盛だった時期には盛んに手漉き生産された。
文化財の補修紙としても使用され、大名家の御道具内装に描かれた絵画の欠損補修などに用いられている。

### 久礼田紙
久礼田紙（くれたし、くれたがみ）は、土佐の国府のあった旧国分村にほど近い久礼田村が発祥である。紀貫之が国司として赴任すると製紙を奨励し、この地で紙が作られるようになった。久礼田紙は奉書紙の一種でやや厚みがあり、武家の公文書などに用いられた。1852年（嘉永5年）に地元の高村常四郎により製紙の技法が導入され、明治末期から大正にかけてが最盛期となったが、2008年に唯一の伝承者が死去し、久礼田紙の伝統は断たれた。
久礼田紙は、四国における紙づくりの起源とする説がある。

### 十川泉貨紙
泉貨紙は土居太郎左衛門通正が1587年（天正15年）に隠居し、泉貨の号を名乗って開発した和紙で、2枚の紙を貼り合わせた製法による強靭さが特徴である。
愛媛県西予市（旧 野村町）、鬼北町とともに四万十町が日本国内の3か所の産地の一つとなっている。四万十町産のものは、十川泉貨紙（とおかわせんかし）と称している

### 機能紙
土佐和紙の技術は、伝統的な和紙のみならずニッポン高度紙工業のコンデンサペーパーや、廣瀬製紙の超薄物ポリエステル繊維紙、南国パルプ工業や日本紙業のティーバッグ原紙など近代的な機能紙へと発展した。

## 土佐和紙に関する施設や催事
高知市の西に隣接する吾川郡いの町は、県内有数の「紙の街」として知られる。とさでん交通伊野停留場や土讃線伊野駅からほど近い「いの町紙の博物館（土佐和紙伝統産業会館）」では、土佐和紙の歴史や製法に関する展示が行われ、紙漉きの体験もできる。1985年に開館した博物館の総事業費は約8億5000万円で、その約86%は町と地元負担で賄った。その陰には、土佐典具帖紙の隆盛や製紙用具の改良により土佐和紙の恩人とされる吉井源太の出身地であり、地場産業の伝統和紙を守り抜こうとする地域の決意が垣間見える。紙の博物館から仁淀川に沿って国道194号を上流に向かうと「道の駅土佐和紙工芸村」があり、宿泊や日帰り入浴のほか紙漉きや機織りの体験工房も開設されている。紙の博物館から仁淀川を挟んだ波川地区にある「高知県立紙産業技術センター」では、紙の性能評価試験や技術研究などを行っている。いの町の山あいには1916年（大正5年）に新之丞の碑が建てられ、周辺は「成山和紙の里公園」として整備された。家友の墓もこの近くにある。1 kmほど離れた成山小学校跡に開設された多目的施設は、土佐七色紙にちなんで「土佐七色の里」と名付けられた。
例年2月下旬または3月の週末に、その年に小学校入学を控えた男女の児童が紙の衣装をまとい、椙本神社で成長祈願をしたのち町内をパレードする「かみのひなまつり」が行われる。例年5月には、高知県道39号土佐伊野線仁淀川橋近くで、地元製紙会社の不織布で作ったこいのぼりを川に泳がせる「仁淀川紙のこいのぼり」の催しが行われる。県内の一部の学校では、生徒が卒業証書に用いる和紙を手漉きする体験学習も行われている。1990年からは、土佐和紙の世界的な周知と版画文化の発展を目的とし、高知和紙国際化実行委員会主催で、いの町紙の博物館で3年おきに「高知国際版画トリエンナーレ展」が実施されている。

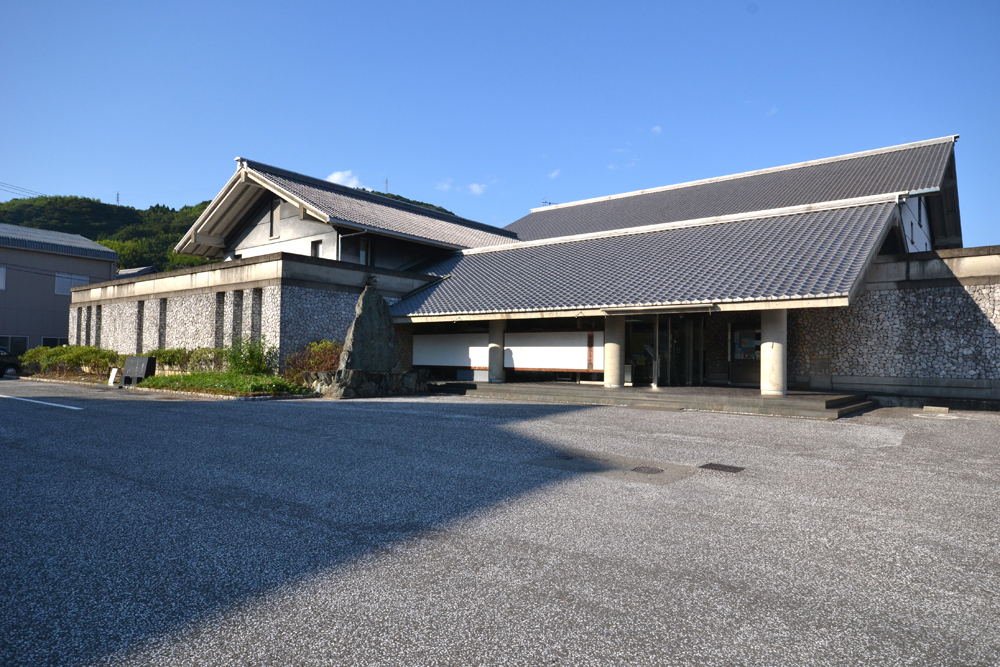
いの町紙の博物館
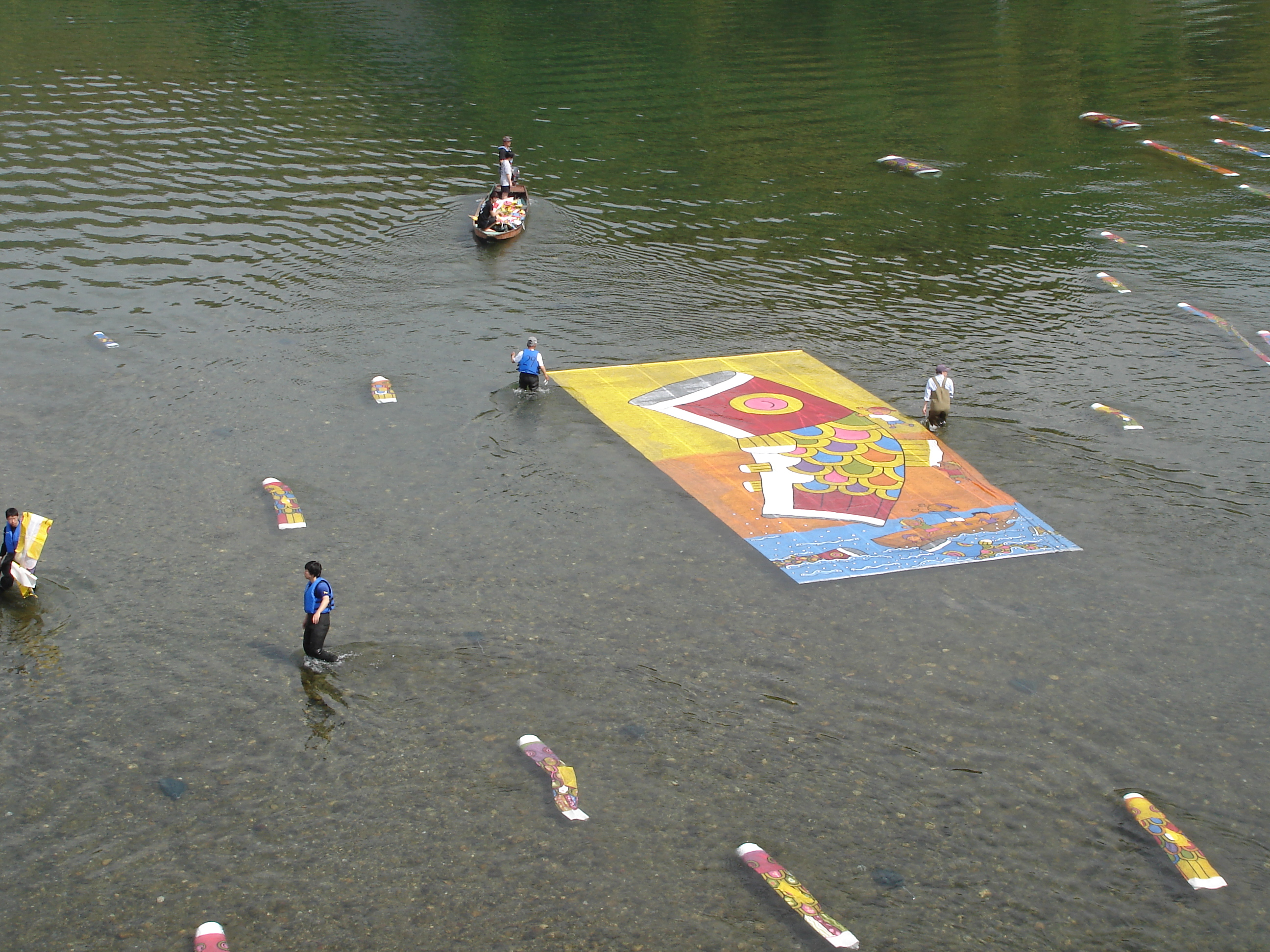
仁淀川紙のこいのぼり